# Muzeum Józefa Czechowicza w Lublinie

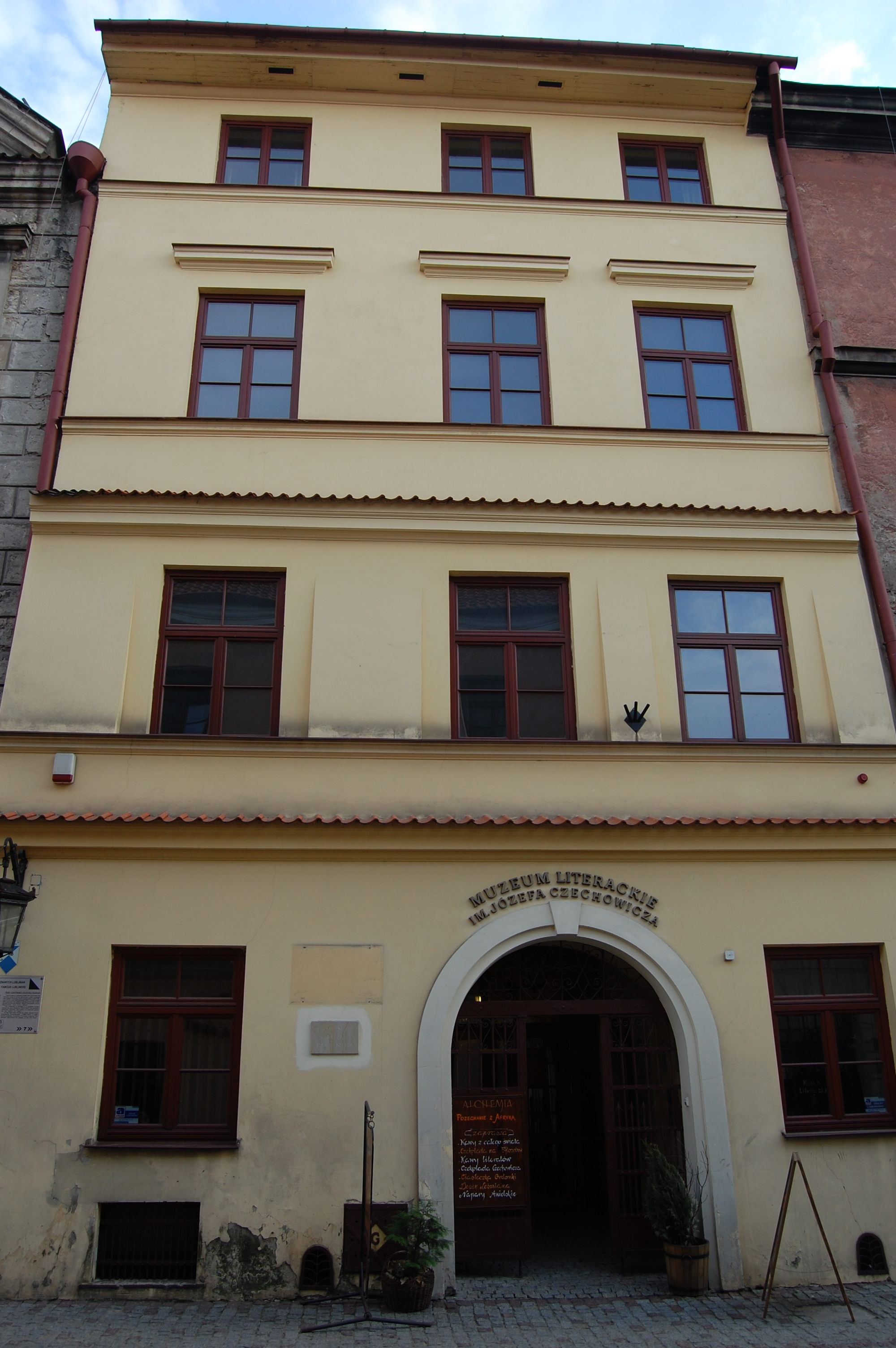
Budynek Muzeum Józefa Czechowicza.

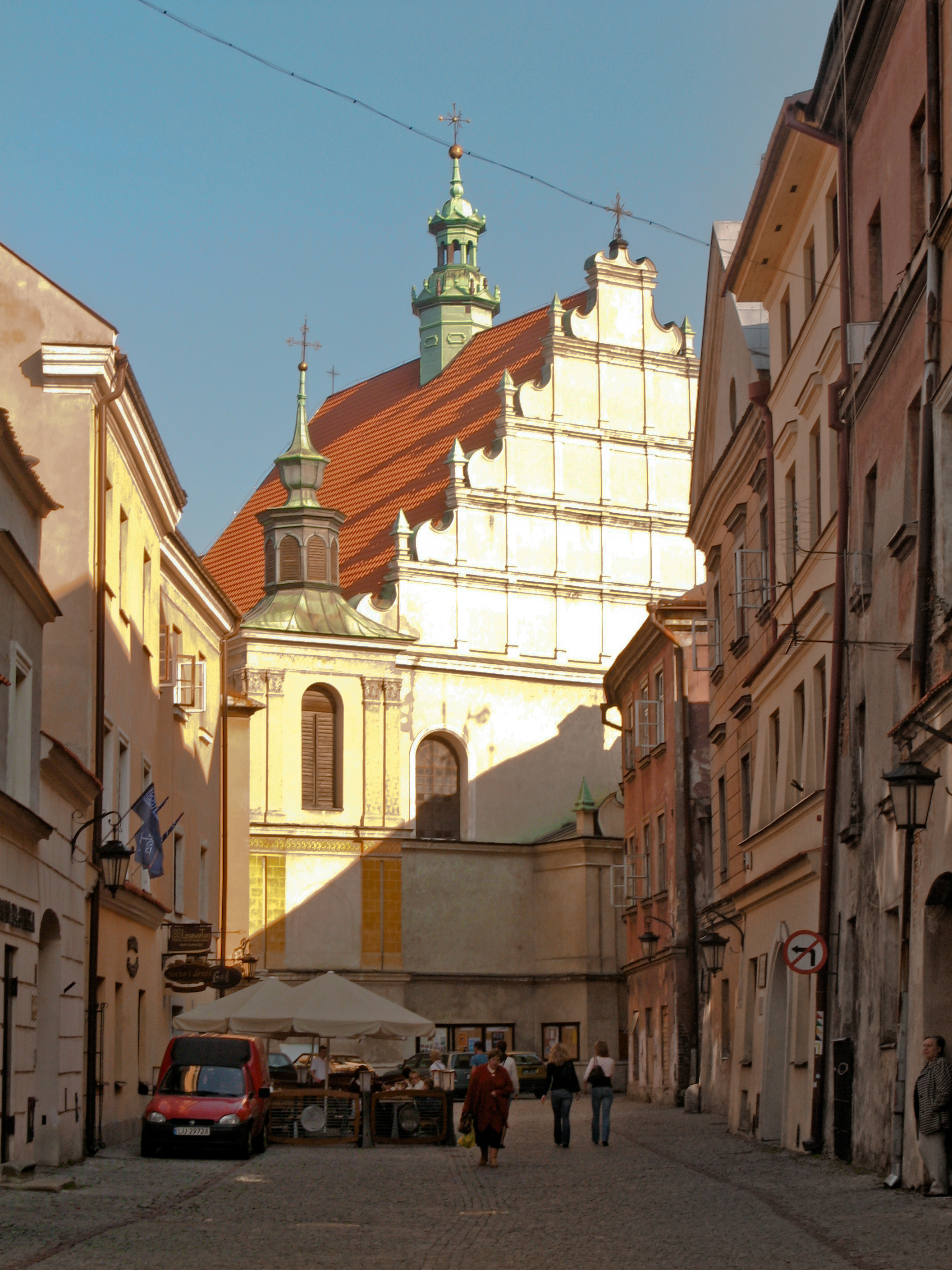
Ulica Złota - to tutaj mieści się lubelskie muzeum Czechowicza.

Muzeum Józefa Czechowicza – oddział Muzeum Narodowego w Lublinie. Głównym celem placówki jest gromadzenie, przechowywanie, opracowywanie i udostępnianie rękopisów, muzealiów, wydawnictw i materiałów naukowych związanych z życiem i twórczością Józefa Czechowicza, a także innych pisarzy pochodzących z Lubelszczyzny. Znajduje się na Starym Mieście w Lublinie. 
Zostało otwarte 9 września 1968 roku, w 29 rocznicę śmierci poety Józefa Czechowicza. Przez prawie 30 lat mieściło się w zabytkowym przyklasztornym budynku przy ulicy Narutowicza 10. W 1999 r. umieszczono je czasowo w dworku Wincentego Pola, a 9 września 2002 r. zainaugurowało działalność w nowym lokalu w staromiejskiej kamienicy przy ulicy Złotej 3, ofiarowanej przez zasłużoną dla Lublina rodzinę Riabininów. 
Muzeum posiada liczne rękopisy wybitnych polskich twórców: Czesława Miłosza, Wisławy Szymborskiej, Zbigniewa Herberta, Juliana Tuwima, Konstantego Ildefonsa Gałczyńskiego i innych. Uwagę zwracają: obszerna dokumentacja fotograficzna lubelskiego życia literackiego, księgozbiór liczący ok. 10 000 woluminów, zbiór czasopism archiwalnych, nagrań, pamiątek i druków okolicznościowych. Stałe wystawy to: „Józef Czechowicz 1903–1939” i „Historia kamienicy przy Złotej 3”. 
Założycielem i pierwszym kierownikiem Muzeum (w latach 1968–1989) był poeta i prozaik dr Józef Zięba. Następnie kierownikiem Oddziału Literackiego został prof. dr hab. Aleksander Wójtowicz.